# Attentat de l'aéroport international de Glasgow
L'attentat de l'aéroport international de Glasgow a eu lieu le 30 juin 2007 à 15 h 11 heure locale (UTC+1). Une voiture piégée, une Jeep Cherokee chargée de gaz et de pétrole a percuté la porte principale en verre du terminal 1 de l'aéroport international de Glasgow en Écosse, blessant grièvement un des deux passagers du véhicule et plus légèrement un passant.
Les deux passagers ont immédiatement été arrêtés par la police alors que le passager blessé arrosait l'entrée du terminal d'essence.

## Événement
Une Jeep Cherokee vert sombre, se déplaçant à la vitesse estimée par un témoin à 48 km/h, est venue heurter les bornes de sécurité à l'entrée de l'aéroport international de Glasgow. La police a signalé que le véhicule a explosé quand elle se dirigeait sur le terminal. Un témoin oculaire a indiqué qu'un homme est sorti de la voiture et a commencé à se battre avec la police. Un autre homme s'est extrait à son tour de la voiture et est entré en courant dans le bâtiment du terminal et a commencé à se tortiller sur le sol, avant d'être maîtrisé par un civil.
Sky News rapporte que de l'essence avait été répandue par les occupants quand ils se sont extraits du véhicule. Durant l'enquête qui suivit, des bonbonnes de gaz de propane ont été retrouvées à l'intérieur de leur voiture. Un porte-parole de la police de Strathclyde a confirmé que les deux hommes avaient été arrêtés, dont un qui a été grièvement brûlé. Un témoin a affirmé qu'un passager du véhicule, qui brûlait de la tête aux pieds, criait « Allah ! Allah ! » quand il se battait avec la police, et que d'autres témoins criaient « laissez-le brûler ! »
L'homme, identifié depuis comme étant Kafeel Ahmed, un musulman né à Bangalore le 1er janvier 1979, était titulaire d'un diplôme en ingénierie mécanique en Inde, et d'un doctorat d'ingénieur aéronautique de l'université de Belfast, en Irlande du Nord. Il fut admis au Royal Alexandra Hospital de Paisley après que 90 % de son corps fut brûlé. Il y meurt le 2 août.
La Jeep a été retirée tôt dimanche matin avant la reprise des vols et l'ouverture partielle de l'aéroport.
Le service des urgences et des accidentés du Royal Alexandra Hospital a été évacué et fermé quand un engin suspect a été découvert sur son corps. Les patients ont été pris en charge par le Southern General Hospital et la Western Infirmary. Il s'est avéré par la suite que cet engin n'était pas explosif. Le deuxième homme, le Dr Bilal Abdulla, est détenu au poste de police de Govan, un des postes de police de haute sécurité du Royaume-Uni ayant la capacité de détenir des suspects terroristes.
L'aéroport a été évacué et tous les vols ont été suspendus. Les vacanciers évacués, y compris ceux laissés dans l'avion sur le tarmac durant plusieurs heures après l’événement, ont été hébergés dans le centre de conférence et d'exposition écossais. BBA[Qui ?] signala que le principal terminal de l'aéroport a rouvert pour un vol arrivant d'Ibiza le 1er juillet 2007 à 7 h 37, et commença à organiser les départs à partir de 9 h.
Les deux hommes impliqués dans les attentats habitaient à Neuk Crescent à Houston (Renfrewshire) (à environ 3 miles de l'aéroport) et y auraient résidé pendant 12 mois. De plus, les deux hommes impliqués dans l'attaque de l'aéroport seraient les mêmes qui avaient laissé les deux voitures piégées à Londres le 29 juin.
Le système de reconnaissance automatique des plaques minéralogiques a identifié le véhicule des deux suspects liés à l'attaque de l'aéroport de Glasgow et les engins piégés de Londres et deux personnes, et les deux personnes avaient été arrêtées sur l'autoroute dans le Cheshire, près de Sandbach.

## Arrestations
La police a arrêté plusieurs suspects (essentiellement des médecins).
Les auteurs:
- Kafeel Ahmed, 28 ans d'Inde, mourra de ses blessures le 2 août 2007.
- Bilal Abdulla, 27 ans, d'Irak[13]

les complices :
- Mohammed Asha, 26 ans, d'Arabie saoudite[13] photo
- Marwah Asha, 27 ans, de Jordanie[13]
- Mohamed Hanif, 27 ans, arrêté à l'aéroport de Brisbane

## Réactions
L'Organisation de l'aviation civile internationale (OACI) a réitéré dans son annexe 17, l'interdiction faite aux véhicules de stationner longuement devant les aérogares comme une recommandation à appliquer sur tous les aéroports commerciaux. Le travail de police peut être délégué à des sociétés privées, sous responsabilité des forces de l'ordre.

## Bilan
L'attaque a fait 5 blessés.

## Conséquence
À la suite de la découverte de deux voitures piégées dans le centre de Londres le jour précédent, les autorités britanniques ont décrété l'état d'alerte maximum en Grande-Bretagne.